# 于建华 (教授)
于建华（1943年1月—），女，籍贯辽宁锦州，九三学社阜新市委主委，辽宁工程技术大学教授。
毕业于北京矿业学院。1993年起，担任第八、九、十届全国人大代表辽宁地区代表。曾任阜新市人大副主任、九三学社阜新市委第四届主委。
丈夫章梦涛同为辽宁工程技术大学教授，曾任阜新市政协副主席、九三学社阜新市委第三届主委。